# Daviesia laxiflora
Daviesia laxiflora là một loài thực vật có hoa trong họ Đậu. Loài này được (J. H. Willis) Crisp miêu tả khoa học đầu tiên năm 1991.